# Luxembourg Song Contest 2025
Der Luxembourg Song Contest 2025 fand am 25. Januar 2025 in Esch an der Alzette statt und war die luxemburgische Vorentscheidung zum Eurovision Song Contest 2025 in Basel. Die Sängerin Laura Thorn gewann das Finale mit ihrem Lied La poupée monte le son.

## Format

### Konzept
Am 7. Mai 2024 bestätigte RTL Télé Lëtzebuerg seine Teilnahme am Eurovision Song Contest 2025. Am 1. Juli 2024 wurde bekannt, dass RTL erneut den Luxembourg Song Contest als nationalen Vorentscheid nutzen werde.
Im Vergleich zum Vorjahr wurde das Superfinale gestrichen, somit wurde der Sieger zu 50 Prozent von insgesamt acht internationalen Jurys bestimmt sowie im gleichen Ausmaß vom Publikumsvoting.

### Beitragswahl
Zwischen dem 1. Juli und 6. Oktober 2024 konnten Bewerbungen abgegeben werden. Um teilnehmen zu können, musste eines der folgenden Kriterien erfüllt sein:
- Luxemburgischer Staatsbürger sein
- In den letzten 3 Jahren seinen Hauptwohnsitz in Luxemburg gehabt haben
- Eine enge kulturelle Verbindung zur luxemburgischen Musikszene vorweisen.

Bewerben konnten sich sowohl Musiker mit einem Lied als auch Musiker ohne eigenes Lied sowie Komponisten ohne Interpreten. Es konnten maximal fünf Lieder pro Bewerber eingereicht werden, das sind zwei Lieder mehr als noch im Vorjahr.
Zudem wurde ein Songwriter Camp abgehalten.
Insgesamt bewarben sich etwa 60 Künstler für den Vorentscheid.
Die letzte Runde der Beitragswahl fand zwischen dem 8. und 10. November statt.

#### Jury
Am 8. November 2024 wurden die Mitglieder der internationalen Fachjury präsentiert, welche die 7 Teilnehmer für den Vorentscheid aus der letzten Runde der Beitragswahl auswählte:
- Poli Genowa – Teilnehmerin am Eurovision Song Contest 2011 und 2016.
- Niamh Kavanagh – Siegerin des Eurovision Song Contest 1993
- Eldar Qasımov – Sieger des Eurovision Song Contest 2011 sowie Moderator 2012
- Marie Myriam – Siegerin des Eurovision Song Contest 1977
- Diogo Fernandes – Produzent des Eurovision Song Contest 2018

## Teilnehmer
Die Teilnehmer wurden am 18. November 2024 bekanntgegeben. Die Band One Last Time sowie die Sängerin Rafa Ela nahmen bereits im Vorjahr am Wettbewerb teil.

## Finale
Die Beiträge wurden am 19. Dezember 2024 veröffentlicht. Das Finale selbst fand am 25. Januar 2025 statt.
| Platz | Startnr. | Interpret         | Lied Musik (M) und Text (T)                                                              | Sprache     | Übersetzung (inoffiziell)   | Jury | Televoting | Gesamt |
| ----- | -------- | ----------------- | ---------------------------------------------------------------------------------------- | ----------- | --------------------------- | ---- | ---------- | ------ |
| 1     | 6.       | Laura Thorn       | La poupée monte le son M/T: Ludovic-Alexandre Vidal, Julien Salvia, Christophe Houssin   | Französisch | Die Puppe dreht den Ton auf | 94   | 90         | 184    |
| 2     | 7.       | ZERO POINT FIVE   | Ride M/T: Federico Menichetti, Gilles Saracini, Christophe Reitz, Jonas Holteberg Jensen | Englisch    | Reiten                      | 16   | 110        | 126    |
| 3     | 3.       | Luzac             | Je danse M/T: Lucas Zagdoudi, Alireza Baghdadchi, Linda Dale, Edson Pires Domingos       | Französisch | Ich tanze                   | 62   | 31         | 93     |
| 4     | 2.       | Rhythmic Soulwave | Stronger M/T: Naomi Ayé Vajdovics Suárez, Carmen Carbonell Suárez, Diego Lucero          | Englisch    | Stärker                     | 52   | 29         | 81     |
| 5     | 4.       | One Last Time     | Gambler’s Song M/T: Andrea Galleti, Jonathan Fersino, Albin Fredy Ljungqvist, Sam Ray    | Englisch    | Lied des Spielers           | 40   | 39         | 79     |
| 6     | 5.       | MÄNA              | Human Eyes M/T: Robin Larsson, Mattias Skantze                                           | Englisch    | Menschliche Augen           | 36   | 20         | 56     |
| 7     | 1.       | Rafa Ela          | No Thank You M/T: Christoffer Jonsson, Johan Jämtberg, Rafaela Teixeira Fernandes        | Englisch    | Danke Nein                  | 36   | 17         | 53     |

### Detailliertes Juryvoting
| Lied                   | NLD | POL | IRL | MLT | FIN | ESP | EST | SUI | Gesamt |
| ---------------------- | --- | --- | --- | --- | --- | --- | --- | --- | ------ |
| No Thank You           | 6   | 6   | 6   | 2   | 2   | 4   | 8   | 2   | 36     |
| Stronger               | 2   | 4   | 8   | 8   | 10  | 6   | 6   | 8   | 52     |
| Je danse               | –   | 8   | 10  | 10  | 6   | 10  | 12  | 6   | 62     |
| Gambler’s Song         | 8   | 2   | 2   | 6   | 4   | 8   | 6   | 4   | 40     |
| Human Eyes             | 4   | 10  | 4   | –   | 8   | 2   | –   | 8   | 36     |
| La poupée monte le son | 12  | 12  | 12  | 12  | 12  | 12  | 10  | 12  | 94     |
| Ride                   | 10  | –   | –   | 4   | –   | –   | 2   | –   | 16     |